# Demoniac
Demoniac — блэк-метал-группа из Новой Зеландии, сформированная в Окленде в 1993 году вокалистом-басистом Линдси Доусоном (англ. Lindsay Dawson) и гитаристом Сэмом Тотманом (Sam Totman). Большинство музыкантов позже перешли в группу DragonForce.

## История
Группа начала играть блэк-метал в духе Darkthrone. Доусон и Тотман взяли себе сценические имена «Behemoth» и «Heimdall», а также стали использовать атрибуты жанра, такие как корпс-пейнт и сатанинские/демонические образы и лирику. Через год к группе присоединились клавишник Магус (The Magus) и барабанщик Марк Хамилл (Mark Hamill) из авангардного рок коллектива Head Like a Hole. В таком составе группа записала первый альбом Prepare For War, после чего Магус покинул Demoniac.
Следующий альбом группы Stormblade появился в 1996 году. Особенностями этого альбома были более мелодичная и запоминающаяся музыка, а также треки названные спорными: «Hatred is Purity» и «Niggerslut». После этого релиза группа подписала контракт с французским лейблом Osmose Productions и приняла участие в туре по Западной Европе «World Domination Tour» вместе с командами Dark Tranquillity, Enslaved и другими. После чего Доусон и Тотман решили остаться в Англии и Хамилл покинул состав.
В июле 1998 в группу приходит гитарист Герман Ли (Herman Li, родом из Гонконга), а в октябре ударник Матей Сетинк (Matej Setinc). Группа начинает разрабатывать стиль high-speed melodic power metal, также используя атрибуты и идеологию блэк-метала. В январе 1999 года Demoniac отправляется в студию с продюсером группы Cradle of Filth Магсом (Mags) записывать альбом The Fire and the Wind. Оригинальная обложка представляла собой чёрно-белую фотографию одного из членов группы во время пьяного секса и была впоследствии запрещена. Финальный вариант был подвергнут жёсткой цензуре, хотя изображение осталось тем же.
Некоторое время Доусон играл на бас-гитаре на всех записях группы и было решено найти постоянного басиста для живых выступлений. В итоге, к группе присоединился Дикон Харпер (Diccon Harper), пришедший из южноафриканской дет-метал-группы Voice of Destruction. Однако, до конца года группа распалась. Все участники, кроме Доусона, сформировали группу DragonHeart, позже известную как DragonForce. Доусон участвовал в записи одного из альбомов DragonForce Inhuman Rampage.

## Состав
- Lindsay «Behemoth» Dawson — вокал, бас
- Sam «Heimdall» Totman — гитара, клавиши
- Herman «Shred» Li — гитара
- Diccon Harper — бас
- James «FreekN» Jude — ударные

### Бывшие участники
- «The Magnus» — клавиши (1994)
- Mark «Adramolech» Hamill — ударные (1994—1996)

## Дискография

### Демо
- 1993 — Rehearsal '93
- 1994 — The Birth of Diabolic Blood"

### Альбомы
- 1994 — Prepare For War
- 1996 — Stormblade
- 1999 — The Fire And The Wind